# Tétraazoture de silicium
Le tétraazoture de silicium est un composé chimique de formule Si(–N=N+=N−)4. Il s'agit d'un composé énergétique qui brûle spontanément, est explosif et ne peut être étudié qu'en solution. Il est produit en faisant réagir de l'azoture de sodium Na+[N=N=N]− sur du tétrachlorure de silicium SiCl4 dans du benzène C6H6.
Peu d'applications pratiques sont envisageables pour le tétraazoture de silicium en raison de sa trop grande instabilité. En solution, il peut être utilisé comme matière première pour produire des substances riches en azote. Des adduits stabilisés peuvent être utilisés comme composés énergétiques en remplacement de l'azoture de plomb(II) Pb(N3)2.